# Тагиш (трасса)
Тагиш, другое название — Юконская трасса 8 — дорога, проходит от 1337-го км аляскинской трассы до 107-го км трассы Клондайк близ Каркросса и проходит полностью по территории Юкон, Канада. Общая протяжённость трассы 54 км.
На 2-м км трассы берёт своё начало дорога Атлин, неподалёку расположен населённый пункт Тагиш. Вместе с участками аляскинской и клондайкской трасс дорога Тагиш образует кольцо Тагиш — Каркросс.